# Ivan Vladimirovič Tjulenev
Ivan Vladimirovič Tjulenev (in russo Иван Владимирович Тюленев?; Šatrašany, 28 gennaio 1892 – Mosca, 15 agosto 1978) è stato un generale sovietico della seconda guerra mondiale.

## Biografia
Dopo la battaglia di Kharkov, fu il generale investito del compito di dirigere le operazioni nell'estate del 1942, con la responsabilità del fronte transcaucasico.
Durante l'operazione di attacco tedesco, unificò vari reparti, tra cui il Fronte caucasico del maresciallo Budënnyj: mise in campo, contro il gruppo d'armate Sud tedesco, 8 armate di fanteria, tra cui alcuni reparti sbandati della battaglia del Don e della Crimea da riorganizzare.